# 다도코로촌 (시마네현)
다도코로촌(田所村)은 시마네현 오치군에 설치되었던 촌이다. 현재의 오난정에 해당한다.